# 探花桥
探花桥，位于中国广东省佛山市南海区九江镇，为一处明代古建筑。1994年7月5日，列入南海市文物保护单位；2006年，列入佛山市文物保护单位。